# Kai Karsten (Leichtathlet)
Kai Karsten (* 22. Juni 1968 in Braunschweig) ist ein ehemaliger deutscher Leichtathlet, der im 400-Meter-Lauf antrat.

## Sportliche Karriere
Kai Karsten startete für die Leichtathletik-Gemeinschaft Braunschweig. Bei den Deutschen Meisterschaften 1994 gewann er den Titel über 400 Meter. Seine Bestzeit von 45,95 Sekunden lief er am 15. Juli 1995 in Mals.
Kai Karsten trat zwischen 1990 und 1996 neunmal im Nationaltrikot an. 1994 bei den Europameisterschaften in Helsinki schied er über 400 Meter im Vorlauf aus. Die 4-mal-400-Meter-Staffel mit Daniel Bittner, Kai Karsten, Lutz Becker und Edgar Itt erreichte das Ziel als fünfte Staffel in 3:04,15 Minuten. Im Jahr darauf bei den Weltmeisterschaften 1995 in Göteborg lief die deutsche 4-mal-400-Meter-Staffel mit Uwe Jahn, Karsten Just, Kai Karsten und Rico Lieder im Vorlauf 3:00,25 Minuten und qualifizierte sich damit für den Endlauf. Im Finale erreichte das deutsche Quartett das Ziel an vierter Stelle, wurde aber nachträglich wegen Bahnübertritt disqualifiziert. 1996 bei den Olympischen Spielen in Atlanta schied die deutsche 4-mal-400-Meter-Staffel mit Rico Lieder, Andreas Hein, Kai Karsten und Thomas Schönlebe mit 3:05,16 Minuten im Vorlauf aus.
Kai Karsten war 1996 bereits Diplom-Ingenieur.